# Ksar Boughali
Ksar Boughali est un ksar de Tunisie situé à Ghomrassen.

## Localisation
Le ksar est situé à Ghomrassen, au pied de l'escarpement accueillant un mausolée dédié à Ibn Arafa et en contrebas de la mosquée portant son nom. Il n'est pas enmuré mais compact et de forme irrégulière.
Le site reste défensif même s'il se trouve à proximité d'un oued.

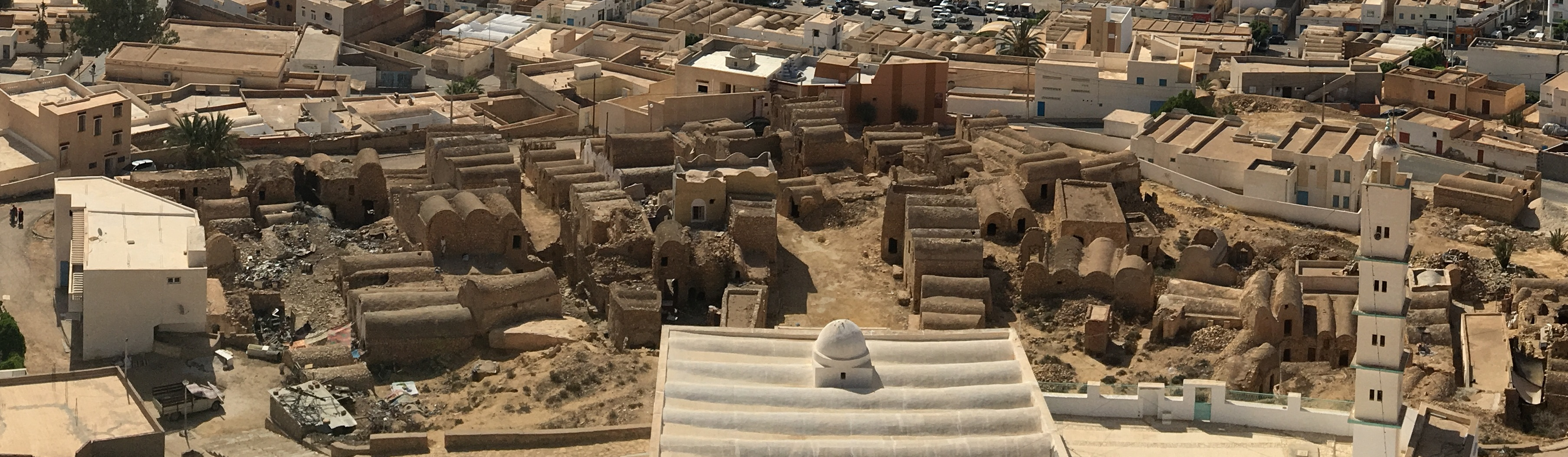
Vue d'ensemble du ksar en bas de la mosquée.

## Histoire
Si la fondation de Ghomrassen remonte au Xe ou au XIe siècle, celle du ksar est plus récente.

## Aménagement
Le ksar compte environ 800 ghorfas réparties sur un à deux étages.
Il est en mauvais état depuis la fin de son utilisation comme lieu de stockage dans les années 1960, les ghorfas étant utilisées comme logements ou comme étables quand elles ne sont pas abandonnées.